# Bộ trưởng Ấn Độ
Bộ trưởng Ngoại giao Ấn Độ của Bệ hạ (tiếng Anh: His (or Her) Majesty's Principal Secretary of State for India), được gọi tắt là Bộ trưởng Ấn Độ, là một Bộ trưởng trong nội các Chính phủ Anh Quốc và là người đứng đầu của Văn phòng Ấn Độ chịu trách nhiệm quản lý Đế quốc Ấn Độ thuộc Anh (thường được biết đến đơn giản là Raj thuộc Anh hay Ấn Độ thuộc Anh), Aden và Miến Điện. Bộ này được lập ra vào năm 1858 khi quyền cai trị Bengal của Công ty Đông Ấn Anh được chuyển giao cho chính phủ ở Whitehall, London, bắt đầu thời kỳ thuộc địa chính thức của Đế quốc Anh.
Năm 1937, Văn phòng Ấn Độ được tổ chức lại, tách Miến Điện thuộc Anh và Tỉnh Aden thành một cơ quan gọi là Văn phòng Miến Điện, nhưng cùng được quản lý bởi một Bộ trưởng đứng đầu cả hai văn phòng và một chức danh mới được thành lập gọi là Bộ trưởng Ngoại giao của Bệ hạ cho Ấn Độ và Miến Điện (His Majesty's Principal Secretary of State for India and Burma). Văn phòng Ấn Độ và Bộ trưởng của nó bị bãi bỏ vào tháng 08/1947, khi Vương quốc Anh trao quyền độc lập cho Tiểu lục địa Ấn Độ, thông qua Đạo luật độc lập Ấn Độ 1947, đạo luật này chia tiểu lục địa thành 2 thực thể tự trị gồm Liên hiệp Ấn Độ và Liên hiệp Pakistan. Miến Điện sớm giành được độc lập vào đầu năm 1948.